# Lipizzaner
Der Lipizzaner (Slowenisch: Lipicanec) ist Vertreter einer alten Pferderasse.
Dieser Name taucht 1786 zum ersten Mal auf. Der Karster, wie er früher genannt wurde, hat seinen Namen vom Gestüt Lipica, der ursprünglichen Zuchtstätte in der ehemaligen Habsburgermonarchie. Berühmtheit erlangte die Rasse vor allem durch ihren Einsatz an der Spanischen Hofreitschule in Wien.
2022 wurden die Traditionen der Lipizzanerzucht von der UNESCO in die Repräsentative Liste des immateriellen Kulturerbes der Menschheit aufgenommen.
Hintergrundinformationen zur Pferdebewertung und -zucht finden sich unter: Exterieur, Interieur und Pferdezucht.

## Exterieur
Die meisten Lipizzaner (etwa 91 %) sind Schimmel, haben also als Fohlen eine dunkle Farbe und werden mit sechs bis zehn Jahren weiß. Es kommen aber auch vereinzelt andere Fellfarben vor. Heute gibt es neben Milch-Schimmeln nur noch gelegentlich Braune, Rappen, Füchse und Falben, ursprünglich gab es bei den Lipizzanern jedoch auch alle anderen Farben bis hin zu Isabellen, Mohrenköpfen, Platten- und Tigerschecken. Die Gemälde des Hoftiermalers Johann George von Hamilton zeugen von dieser Farbenvielfalt.
Der Typ des Lipizzaners hat sich gute 300 Jahre lang nicht wesentlich verändert. Er wirkt elegant, mittelgroß und kompakt; kurz athletisch. Härte und Ausdauer zeichnen ihn aus. Kopf, Hals (hoch aufgesetzt) und Schultern passen gut aufeinander. Das Stockmaß liegt heute meist zwischen 155 und 165 cm. Der Lipizzaner trägt mittlerweile nur noch vereinzelt einen markanten Ramskopf oder eine Ramsnase, was auf den alt-spanischen Einfluss zurückzuführen ist. Seine Hinterhand ist stark bemuskelt, die Fesselung schräg. Die Hufe sind bei gesunder Aufzucht überaus hart und sehr wohlgeformt. Mähne und Schweif sind ausgeprägt und feinhaarig, allerdings weniger üppig als bei Andalusiern. Der Rücken ist mittellang und kräftig. Die Bewegungen des Lipizzaners wirken graziös und sind durch einen federnden Gang ausgezeichnet. Er ist für einen guten Galopp geschaffen. Seine Knieaktion neigt dazu, hoch zu sein, was zu ausdrucksvollen Piaffen und Passagen führt.

## Interieur
Der Lipizzaner ist ein spätreifes Pferd mit einem lebhaften Temperament. Er ist überdurchschnittlich langlebig und bis ins hohe Alter zur Zucht und zur Arbeit unter dem Sattel geeignet. Der Lipizzanerhengst des ehemaligen jugoslawischen Präsidenten Josip Broz Tito, Maestoso Mara, starb mit 41 Jahren im serbischen Staatsgestüt Karadordevo. Der Hengst Neapolitano Nima I. verstarb vor wenigen Jahren 40-jährig im Gestüt Piber. Neben einschlägigen Merkmalen seines Exterieurs eignet sich der Lipizzaner besonders aufgrund seiner Kontaktfreudigkeit zum Menschen, seiner hohen Lerndisposition und schnellen Auffassungsgabe für die anspruchsvollen Lektionen der Hohen Schule. Lipizzaner verfügen in der Regel über ein hohes Maß an körperlicher und mentaler Stärke. Besonders die mentale Stärke der Rasse kann als Fluch und Segen zugleich betrachtet werden. Während ein Ausbilder, der Erfahrung mit dieser Rasse hat, spektakuläre und schnelle Ausbildungserfolge erzielen kann, verzweifeln unentschlossene Reiter möglicherweise an dieser mentalen Stärke. Die schnelle Auffassungsgabe des Lipizzaners zeigt sich auch bei unerwünschten Verhaltensweisen, die das Pferd unbemerkt lernt und gegebenenfalls eifrig umsetzt. Neben seinem gutmütigen Wesen hat der Lipizzaner – besonders unter dem Sattel – eine auffällig elegante Ausstrahlung. All diese Interieureigenschaften resultieren aus einer systematischen jahrhundertelangen leistungsorientierten Selektion.

## Verwendung

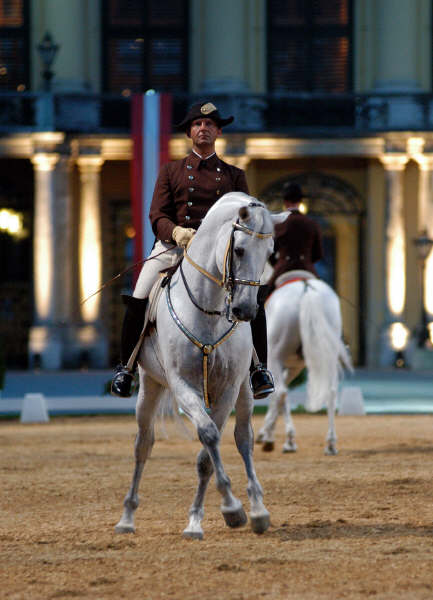
Lipizzaner, österreichische Zucht

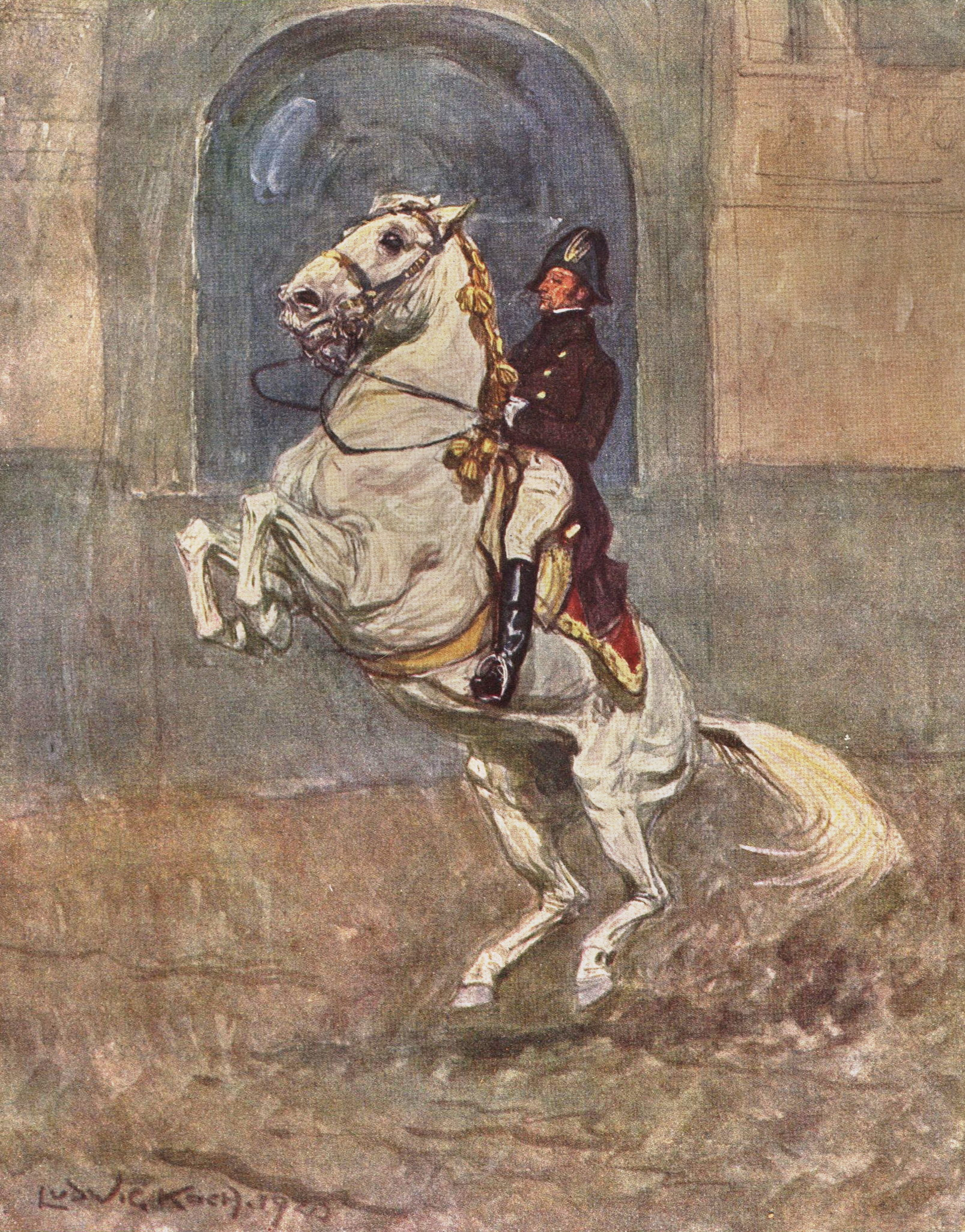
Courbette, Gemälde von Ludwig Koch

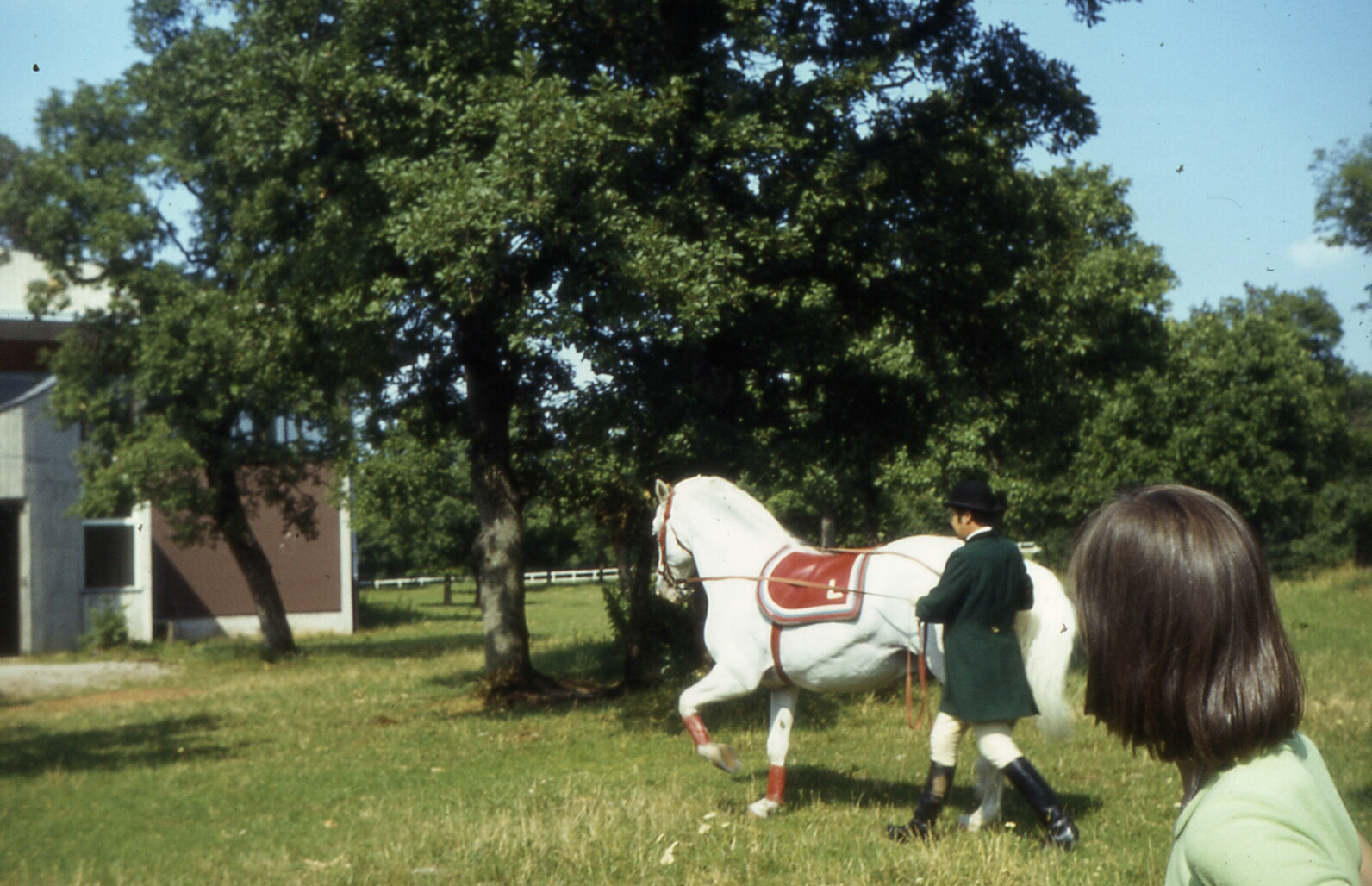
Lipizzaner-Hengst auf dem Weg zur Präsentation in die Reithalle des Gestüts in Lipica (1978)

Lipizzaner sind bekannt für ihren Einsatz in der klassischen Dressur an der Spanischen Hofreitschule. Besonders die Schulsprünge und Lektionen der Hohen Schule fallen dieser Pferderasse, auch durch Selektion auf ebendiese Fähigkeiten, besonders leicht. Einsatzschwerpunkte sind Dressur und Fahren, wobei hier unterschiedliche Zuchtziele zugrunde liegen, die beide von der Internationalen Lipizzanerzuchtvereinigung anerkannt sind. Obwohl aufgrund ihrer Größe und hohen Kadenz im heutigen Dressur-Turnierreiten benachteiligt, sind einzelne Lipizzaner immer wieder erfolgreich auf Turnieren vorgestellt worden.

## Zuchtgeschichte
Seit langem wird der Lipizzaner gemeinhin mit der Spanischen Hofreitschule in Wien assoziiert, in der Lipizzaner gemäß der klassischen Reitkunst ausgebildet werden, die im 16. Jahrhundert entstanden ist. Früher wurden sie für den kaiserlichen Hof gezüchtet – für Karussells, als Reit- und Paradepferde und als Kutschpferde.
Der Name Lipizzaner geht auf das 1580 gegründete Gestüt „Lipitza“ zurück, das im Laufe der Jahrhunderte mehrfach anderen Ländern zugeordnet wurde und dabei auch die Schreibweise geändert hat. Lange Zeit gehörte es zu Italien und wurde Lipizza geschrieben. Deshalb erhielt Italien nach Ende des Ersten Weltkriegs Pferde der original Lipizza-Herde, deren Nachkommen noch immer in Monterotondo bei Rom leben.  Heute liegt das Gestüt in Slowenien und schreibt sich Lipica.
Die Zucht basierte auf aus Spanien importierten Pferden. 1580 wurden zunächst (durch von Khevenhüller) drei spanische Hengste erworben, 1581 weitere sechs sowie 24 Stuten. Später wurden auch Neapolitaner angekauft, die ebenfalls auf spanische Pferde zurückgingen. Gezüchtet wurde auf Typ. Gewünscht war ein leichter Ramskopf mit großen ausdrucksvollen Augen und ein ausgeprägter Schwanenhals. Brust und Rücken sollten breit sein mit einem guten Fundament. Zudem wurde auf langes und dichtes Langhaar und ausgefallene Fellfarben Wert gelegt. Sogenannte „bodenständige Karster“ Pferde hätten diesen Anforderungen nicht entsprochen und wurden nicht verwendet.
Möglicherweise aufgrund einer nachlassenden Qualität der spanischen Pferde sind mit Beginn des 18. Jahrhunderts vermehrt Pferde aus anderen Regionen eingekauft worden, um die Zucht weiter zu verbessern. Das zeigen die Herkünfte oder zumindest die Namen der nachweisbaren Pferdeankäufe: Cordova, erworben 1701 (Spanier); Generale 1710; Amico 1712; Lipp 1717 (Bückeburg); Danese 1718 (Däne); Superbo 1722; Montedoro 1739; Toscanello 1749; Sultan, Soliman 1768 (beide Araber); Dublino 1779; Pluto, Sanpareil, Juncker 1772 (alle Dänen); Conversano, Policastro 1774 (beide Neapolitaner); Saltadore, 1774 (Holsteiner); Morsu 1783 (Araber); Favory 1779 (Kladrub), Maestoso 1786; Napoletano 1790 (Neapolitaner), Allegro (Spanier), Danese (Däne) 1795; Confitero (Spanier) 1796. Die Pferde stammten also hauptsächlich aus Italien (speziell aus Süditalien, den Zuchtgebieten des Neapolitanos und des heutigen Murgese), Arabien und Dänemark.
Vom 19. bis ins beginnende 20. Jahrhundert wurden vermehrt – auch dabei wieder aktuellen Trends der Pferdezucht folgend – Araber in die Zucht eingeführt. Insgesamt sind zwischen 1770 und 1925 42 Araber belegbar.
Die Nachkommen aus Anpaarungen mit Arabern wurden „Gemischte Karster“ genannt. Nachdem sich jedoch herausstellte, dass diese „Gemischten Karster“ zwar hervorragende Champagnepferde waren, sich aber nicht so gut für die Hohe Schule eigneten, wurden viele Araber wieder aus der Zucht genommen. Nur der original Araber-Hengst Siglavy konnte die jüngste der sechs noch erhaltenen klassischen Hengstlinien gründen.
In Summe bilden wohl 457 Gründertiere die Basis der Lipizzanerzucht. Die genetischen Anteile ihrer Rassen in der heutigen Population werden wie folgt abgeschätzt:
- 57 % Barocke Typen (Spanier, Neapolitaner, Fredericksborger, …)
- 24 % Araber (Originalaraber, Araberrasse)
- 10 % „Lipizzanerrasse“ (Abstammungsnachweis verloren gegangen, aber mit Gestütsbrand)
- 4 % Kladruber
- 3 % Vollblüter

An Einzelpferden waren die folgenden Gründertiere hinsichtlich ihres heutigen genetischen Anteils am bedeutendsten: Toscanello: 6,66 %; Neapolitano: 6,34; Gazlan: 4,88, Siglavy: 3,14; Tadmor: 3,02; Danese: 2,69; Monaghy: 2,69; Lipp I: 2,32; Norwegia (Stute): 2,18; Confitero: 1,97; Favory: 1,96; Bellornata (Stute): 1,87; Pluto: 1,72; ….Maestoso (20.): 1,49; ….Concersano (24.): 1,18.
Der raue, karge, gebirgige Karst, in dem Lipica liegt, hat bei den Lipizzanern Langlebigkeit, Gesundheit, starke Knochen, harte Hufe, Zähigkeit und Widerstandsfähigkeit bewirkt. Im Bundesgestüt Piber werden die jungen Lipizzaner deshalb den ganzen Sommer auf Hochalmen mit rauer, karger und steiniger Umgebung gehalten.
Bei der 1915 erfolgten kriegsbedingten Evakuierung aller Lipizzaner aus Lipizza wurde die Herde aufgeteilt. Der kleinere Teil ging in das kaiserliche Gestüt Kladrub an der Elbe, der andere Teil verblieb in Laxenburg in der Nähe von Wien, 137 Jungtiere zogen aber weiter nach Kladrub. 109 Tiere wurden nach dem Ersten Weltkrieg nach langen Verhandlungen wieder nach Lipizza gebracht, das jetzt zu Italien gehörte, davon 107 Pferde aus Laxenburg. Italien beanspruchte auch die Pferde aus Kladrub, die Tschechoslowakei verweigerte aber ihre Herausgabe. Später kam diese Lipizzanerherde nach Topoľčianky. Außerdem verfertigte Österreich für Italien eine Abschrift der Zuchtbücher, die bis 1816 in der Wiener Hofburg aufbewahrt worden waren. In diesem Bestand in Lipica waren dann alle sechs klassischen Linien und dreizehn der klassischen Stämme repräsentiert, nur die Stuten der Stämme Gidrane, 1841 und Rava, 1755 fehlten.
Während des Zweiten Weltkriegs wurden alle Gestüte im Einflussbereich der deutschen Wehrmacht nach Hostau (Hostouň) in die Sudeten evakuiert, auch Lipizza. Als gegen Ende des Krieges das Gestüt durch die vorrückende Rote Armee bedroht war, suchte Gestütsarzt Dr. Rudolf Lessing im Auftrag des Gestütsleiters Oberstleutnant Rudolfsky die Stellung der Amerikaner auf und verhandelte mit Oberst Reed über eine Rettung der Lipizzaner und übrigen Pferde aus Hostau. Bis zum 15. Mai 1945 wurden in der Operation Cowboy, die etwa 1200 Pferde in Gruppen von 30 bis 40 Tieren 40 Kilometer in Richtung der Grenze nach Bayern getrieben. Hochtragende Stuten und Stuten mit wenige Tage alten Fohlen wurden auf Lastwagen verladen. Nur die fünf Zuchthengste wurden geritten. So konnte die Lipizzaner Herde gerettet werden.
Während der Rettung der Lipizzanerstuten bat der damalige Leiter der Spanischen Hofreitschule in Wien, Oberst Alois Podhajsky, im Anschluss an die denkwürdige Verführung der Lipizzaner Hengste am 7. Mai 1945 für US-Panzergeneral Patton, einen passionierten Pferdefreund, um Schutz für die Lipizzaner. Oberst Alois Podhajyky konnte sich 216 Pferde für Österreich aussuchen, die am 18. und 22. Mai nach St. Martin in Oberösterreich in die amerikanische Besatzungszone verlegt wurden.
Nach dem Krieg wurden im November 1947 die Pferde aus Lipizza zwischen Italien und Österreich aufgeteilt. 80 Pferde und die Zuchtbücher kamen an Italien und wurden zunächst in Pinerolo in Piemont, Anfang 1948 dann im Militärgestüt Montelibretti in der Nähe von Rom untergebracht. Die Nachkommen der italienischen Pferde werden seit 1952 im Staatsgestüt in Monterotondo weitergezüchtet. Das Gestüt in Lipica 1947 bekam nur 11 Pferde zurückerstattet.
1959 wurde das Gestüt vom Unternehmen Jadran-Sežana übernommen, das sich dann aber auf touristische Vermarktung konzentrierte; im neu begründeten Institut für Pferdezucht Lipica fanden sich 1963 nur noch 59 Pferde. Heute findet sich wieder eine bedeutende Zucht mit einer eigenen Reitschule und seit 2002 ist das Gestüt Lipica als dasjenige Zuchtinstitut anerkannt, welches das ursprüngliche Lipizzanerzuchtbuch führt.
Während der verschiedenen „Umzüge“, die die Lipizzanerzucht – meist im Rahmen von Kriegen – erfahren hat, blieben regelmäßig Tiere zurück, mit denen dann auch teilweise durch private Züchter weitergezüchtet wurde. Eine systematische, auch auf Reit- (und nicht nur Fahr-)zwecke gerichtete Zucht durch Privatzüchter ist allerdings erst deutlich nach dem Zweiten Weltkrieg zu erkennen. Gründungen von Zuchtverbänden aus Privatzüchtern, wie von anderen Rassen längst bekannt, sind sogar noch jüngeren Datums. Dennoch gibt es mittlerweile in vielen Ländern Europas, in den USA, Südafrika und Australien Zuchtverbände, die sich zusammen mit den großen Staatsgestüten 1985 zu einem internationalen Lipizzanerverband (Lipizzan International Federation) zusammengeschlossen haben. Durch internationale Austauschprogramme konnte inzwischen der Genpool der Zuchtbestände wieder konsolidiert werden.

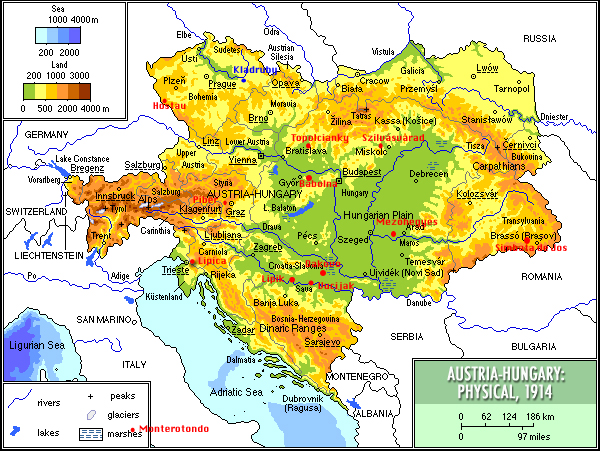
Lipizzanergestüte und Stätten im Gebiet des ehemaligen Österreich-Ungarn (Blau: Kladrub)

Daher werden Lipizzaner heute in ganz Europa gezüchtet, weiterhin vor allem aber in den staatlichen Gestüten des ehemaligen Österreich-Ungarischen Reiches in:
- Gestüt Piber (Österreich)
- Gestüt Lipica (Slowenien)
- Gestüt Topoľčianky (Slowakei)
- Gestüt Đakovo (Kroatien)
- Gestüt Szilvásvárad (Ungarn)
- Gestüt Monterotondo (Italien)
- Gestüt Sâmbăta de Jos (Rumänien, im Kreis Brașov)
- Gestüt Karađorđevo (Serbien)
- Gestüt Vučjak, nahe Prnjavor (Bosnien)
- Gestüt Lipik (Kroatien)
- Gestüt Beclean pe Someș (Rumänien, im Kreis Bistrița-Năsăud)

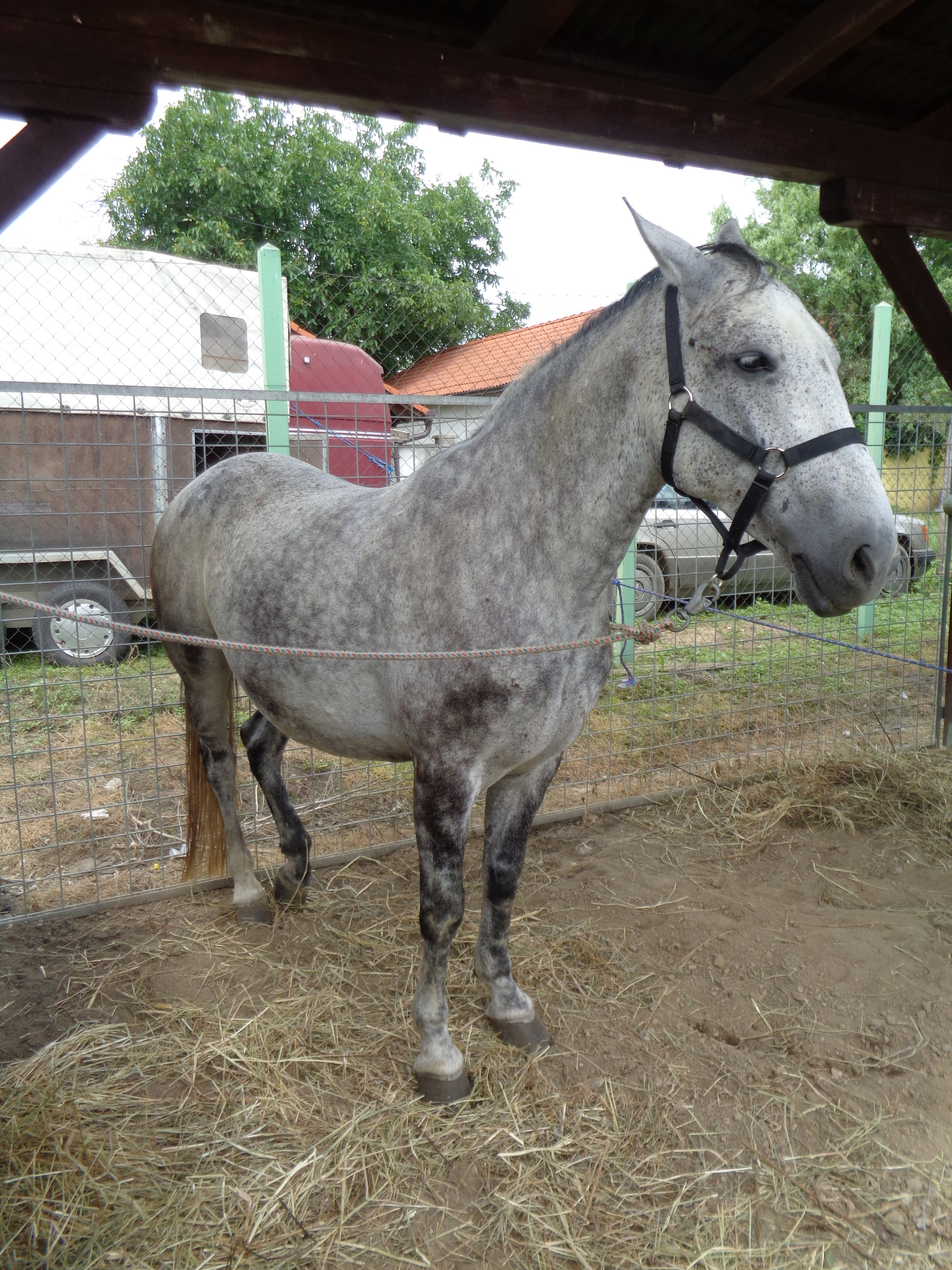
Junger Lipizzaner – wird später ausschimmeln

Große Privatzüchter sind u. a.:
- Tempel Farms (Illinois, USA)
- South African Lipizzaner Center (Johannesburg, Südafrika)
- Haras des Launes (la Roque d’Anthéron, Frankreich)
- Kobilarna Hosta (Šentjernej, Slowenien)
- Ergela Kelebija (Serbien)
- Lipizzanerstutteri Ordrupdal (Dänemark)

Außerdem gibt es in Österreich seit 1987 den Verband der Lipizzanerzüchter und seit 2015 auch wieder eine private Lipizzanerzucht in Kärnten.
Im März 2016 nahm die UNESCO die am Gestüt in Piber gepflegte Tradition als Wissen um die Lipizzanerzucht in das Verzeichnis des immateriellen Kulturerbes in Österreich auf. Das Gestüt Piber im Steirischen Köflach versorgt seit 1920 die Spanische Hofreitschule in Wien mit den bekannten Schulhengsten. Zweck dieser Ausweisung ist ein verbindlicher Schutz als lebendige Kulturtradition. Damit ist nach der Spanischen Hofreitschule selbst auch das Bundesgestüt von der UNESCO ausgezeichnet, gleichzeitig aber auch deren eigenständige Kulturpflege repräsentiert: Nicht alle Pferde auf Piber werden Schulpferde, ein Gutteil der Arbeit ist die Pflege der Lipizzanerrasse als solche. Im August 2016 folgte Slowenien, indem es die „traditionelle Zucht von Lipizzanern“ in seine nationale Liste des immateriellen Kulturerbes aufnahm.

## Brandzeichen

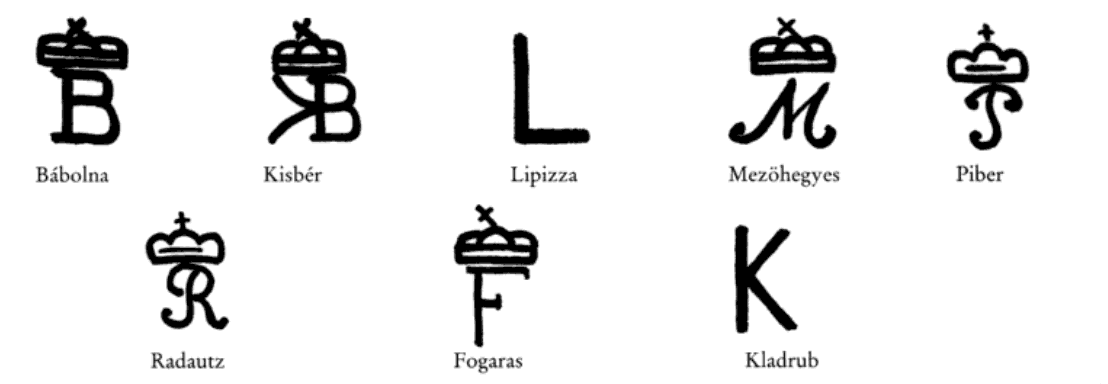
Die Gestütsbrände der österreichisch-ungarischen Staatsgestüte

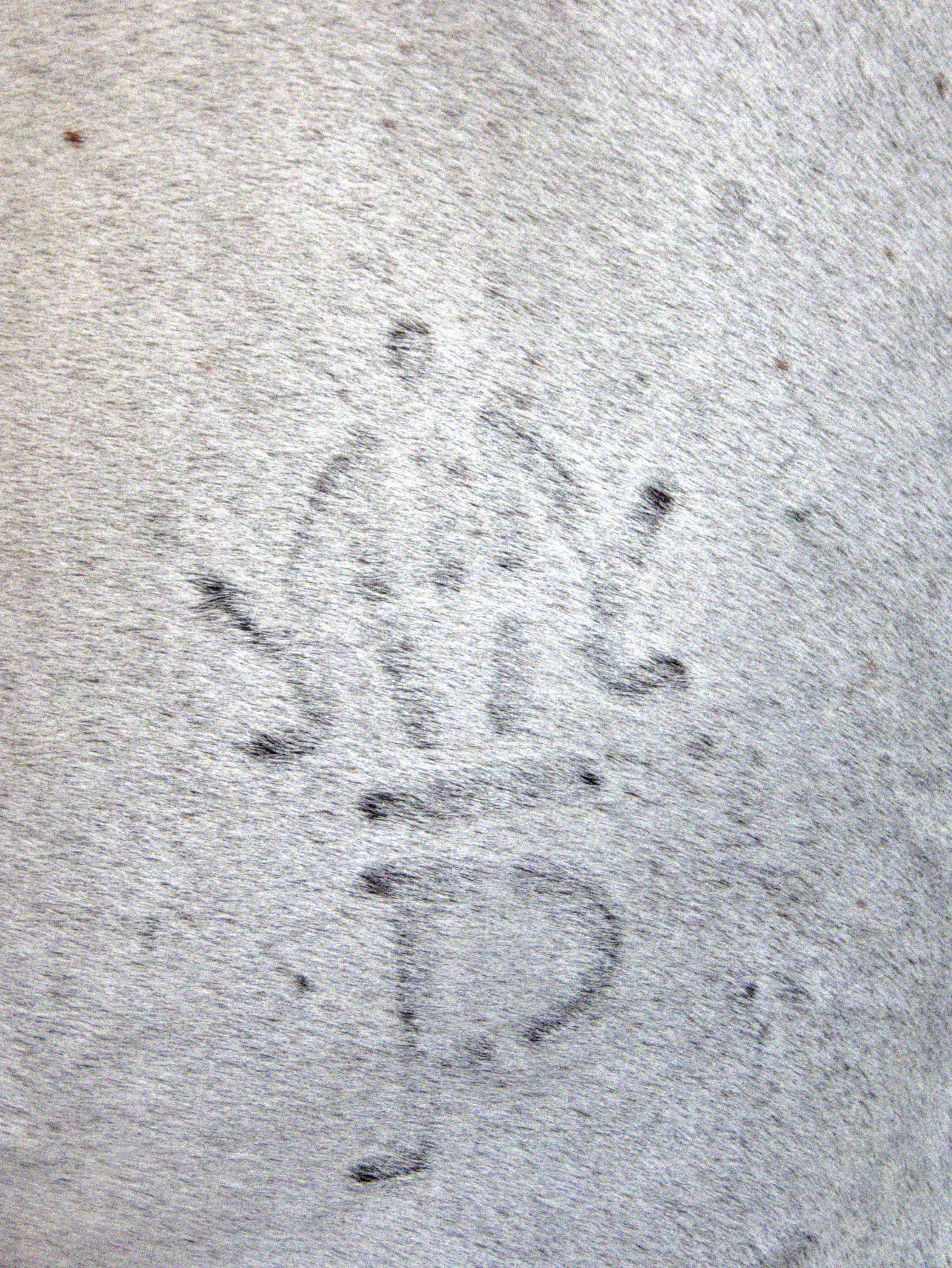
Brandzeichen Piber

Aufgrund der zahlreichen staatlichen Gestüte in verschiedenen Ländern und der Privatzuchtverbände gibt es für Lipizzaner keine einheitliche Brennung, wenn auch bestimmte Traditionen von zumindest den größeren Gestüten ähnlich gehandhabt werden. Im Folgenden sollen die wichtigsten Brände beschrieben werden, soweit Informationen vorliegen.
- Piber: linke Kruppseite: „P“ mit Krone darüber; linke Sattellage: Linienbuchstabe des Vaters, rechts Nummer, darunter Liniensymbol der Mutter; rechte Sattellage: Fohlenregisternummer; linke Ganasche: „L“
- Lipica, Monterotondo: li. Sattellage: Lebensnummer; li. Ganasche: „L“
- Topoľčianky: li. Kruppseite „STR“ mit nach oben versetztem „T“; li. Sattellage: Linienbuchstabe des Vaters, rechts davon Nummer, darunter Liniensymbol der Mutter; re Sattellage: Fohlenregisternummer; bei Stuten: li. Kruppseite:
- Szilvásvárad: li. Sattellage: Linienbuchstabe des Vaters, Nummer (bei Hengsten), Liniensymbol der Mutter, darunter Fohlenregisternummer; re. Sattellage: „B“ zwischen zwei Geweihschaufeln, rechts davon Geburtsjahr (zwei Ziffern)
- Simbata de Jos: li. Sattellage: Linienbuchstabe des Vaters, schräg rechts darunter Liniensymbol der Mutter, schräg rechts darüber Nummer (bei Hengsten); re. Sattellage: Fohlenregisternummer, „F“ (für Fagaras)
- Đakovo: li. Kruppseite: „D“ mit Querstrich durch die senkrechte Linie;
- Lipik: li. Kruppseite: „L“ mit Querstrich, li Sattellage:
- Lipizzanerzuchtverband Deutschland: aktuell li. Kruppseite: barockes „L“, Fohlennummer
- Zuchtverband Slowenien: li Schulter: Lindenblatt; li. Sattellage: Nummer

Die Linienbuchstaben der Vater sind je nach Gestüt unterschiedlich ausgeführte, verschnörkelte Formen der Anfangsbuchstaben der Hauptlinien, als „C“: Conversano, „F“: Favory, „J“: Incitato, „M“: Maestoso; „N“: Neapolitano, „P“: Pluto, „S“: Siglavy, „T“: Tulipan.
Die Linienzeichen der Abstammungslinien der Mütter sind dagegen graphische Symbole: Conversano: ein Kreis oder eine Ellipse mit einem Querstrich (eine vereinfachte Version des Gestütsbrands der Grafen von Conversano); Favory: ein Rechteck; Incitato: ein nach oben offener Kreis; Maestoso: eine Krone bzw. „M“; Neapolitano: verschiedene Diagonalkreuze (ein oder zwei Schwerter symbolisierend, möglicherweise abgeleitet vom Brand der Kartause von Padula); Pluto: Wellenlinie; Siglavy: schräger Pfeil oder Dreieck; Tulipan: nach oben offener Kreis mit senkrechtem Strich darunter.
Die Nummern können durchlaufende Fohlennummern sein, die in aufsteigender Folge vergeben werden, Hengstnummern, die die Nummerierung des Hengstes in seiner Linie zeigen („der dritte Siglavy“) oder Fohlenregisternummern, die jahresweise vergeben werden (?).
Der L-Brand ist ein Zeichen des Stammgestütes. Den Traditionsbrand erhalten nur in Piber, Monterotondo oder Lipica gezüchtete Lipizzaner. Dieses L scheint auf Kaiser Leopold I. zurückzugehen, wenn es natürlich auch gut zu „Lipica“ passt.

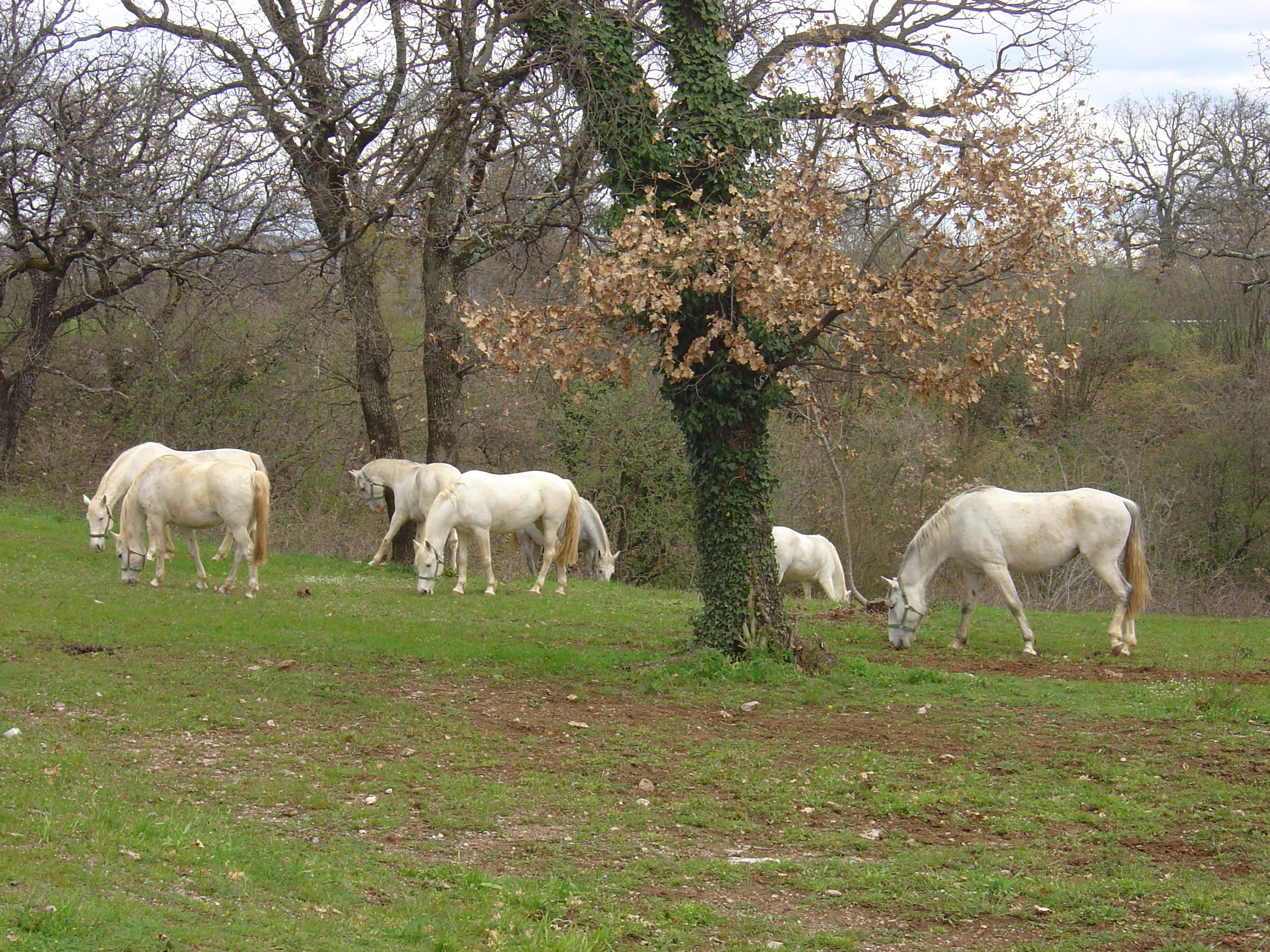
Lipizzaner in Lipica auf der Weide

## Stammväter
Im 18. und 19. Jahrhundert sind sechs Hengste nach Lipica gebracht worden, die aufgrund ihrer Bedeutung für die Zucht der Lipizzaner benennungstechnisch zu Stammvätern gemacht worden sind. Seit damals wird unter Berücksichtigung der von diesen Hengsten abstammenden Linien gezüchtet, wobei die männlichen Nachkommen nach der Stammlinie ihres jeweiligen Vaters benannt werden. Die sechs Linien sind nach diesen Hengsten benannt (Datum der Geburt):
- PLUTO (Frederiksborger), war weiß, aber vermutlich kein Schimmel, sondern ein weiß geborener Tigerschecke, rein spanisch gezogen, 1765, erworben 1771 auf einer Auktion zur Verkleinerung des Gestüts Fredericksborg[20]. Der Stammbaum der Pluto-Linie endet keineswegs mit seinem Begründer 1765, sondern geht in den Stutbüchern von Frederiksborg bis auf den Hengst Mignon zurück. Mignon war vermutlich ein reiner Spanier und ein Geschenk des französischen an den dänischen König.
- CONVERSANO (neapolitanischer Rapphengst, rein spanisch gezogen, 1767; aus der Zucht des Hauses Acquaviva[21], einem im 10. Jh. aus Bayern nach Italien umgezogenen Adelsgeschlecht)
- MAESTOSO (Kladruber, rein spanisch gezogen, 1773)
- FAVORY (Falbe, Kladrub, rein spanisch gezogen, 1779)
- NEAPOLITANO (brauner Neapolitaner, rein spanisch gezogen, 1790)
- SIGLAVY (rein arabischer Schimmel, Syrien, 1810)

Weitere Hengste haben nur in bestimmten Gestüten zu weiteren Stammlinien geführt (INCITATO, TULIPAN).

## Klassische Stutfamilien
Unter den klassischen Stutfamilien versteht man die im K.u.K.Hofgestüt zu Lipizza gegründeten oder benützten Stutfamilien.
- SARDINIA (Lippiza, 1776) Betalka, Beja, Bravissima, Virtuosa, Bionda, Musica
- SPADIGLIA (Lippiza, 1778) Monteaura, Montenegra, Monterea, Managua, Monterosa, Montedora
- ARGENTINA (Lippiza, 1767) Slava, Sana, Adria, Adriana, Mimosa, Animosa
- AFRICA (Kladrub, 1747) Batosta, Basowizza, Brezja, Basilica, Medea, Lipa, Barbana
- ALMERINA (Kladrub, 1769) Santa, Sistina, Serena, Slavina, Slavonia, Sitnica, Avala
- PRESCIANA / BRADAMANTA (Kladrub, 1782/1777) Presciana, Bona, Romana, Bonasera, Perletta, Primavera
- ENGLANDERIA (Kladrub, 1773) Englanderia, Allegra, Aida, Allora, Aurica
- EUROPA (Kladrub, 1774) Trompeta, Traga, Tiberia, Malina, Toscana, Mantua
- STORNELLA / FISTULA (Koptschan, 1784/1771) Stornella, Steaka, Saffa, Sessana, Britanica, Sagana
- IVANKA / FAMOSA (Koptschan, 1754/1773) Soja, Strana, Noblessa, Isabella, Fama, India
- DEFLORATA (Frederiksborg, 1767) Canissa, Capriola, Manzina, Amabila, Caprina, Kremica
- CAPRIOLA (Kladrub, 1785) Capriola, Ancona, Bellamira, Calcedona, Alea, Bellornata
- RAVA (Kladrub, 1755) Ravata, Rigoletta, Risanota, Rosana, Roma, Rimava
- GIDRANE (Orig. Araber, 1841) Gaetana, Gaeta, Galanta, Neretva, Jadranka, Narenta
- GENERALE JUNIOR / DJEBRIN (Babolna, 1824) Dubovina, Darinka, Drava, Kulpa, Distinta, Oriana
- MERCURIO (Radautz, 1806) Gratia, Gratiosa, Corvina, Fantasca, Pompea, Barbarina
- THEODOROSTA (Bukovina, vor 1870 – Baron Kaprii) Theodorosta, Wera, Watta, Theodora, Wandra, Tosiana

## Namensgebung bei Lipizzanern
Traditionell bekommen Lipizzanerhengste bei der Geburt zwei Namen. Der erste bezeichnet die Stammlinie des Vaters, der zweite ist der Name der Mutter.
Maestoso Austria = Vater: Maestoso Trompeta – Mutter: Austria
Bei den Stutfohlen geht man häufig mütterlicherseits zurück bis zur sechsten bis achten Generation und wählt aus diesen drei Generationen einen Namen. Deshalb gibt es für jede Stutenfamilie typische Namen, die immer wiederkehren.
Einige Gestüte halten sich nicht an diese Konventionen.

## Sonstiges
Die Evakuierung der Lipizzaner aus Hostau durch US-Truppen am Ende des Zweiten Weltkriegs ist als „Rettung der Lipizzaner“ oder Operation Cowboy vor allem in die amerikanische Alltagskultur eingegangen und hat zu deren Bekanntheitsgrad in den USA beigetragen, vor allem durch den 1962 gedrehten Disney-Film The miracle of the White Stallions, in dem Robert Taylor den damaligen Leiter der Spanischen Hofreitschule, Alois Podhajsky, spielt und von diesem gedoubelt wurde.
1944 wurden einige Lipizzaner von Graf Janković-Bésán nach Südafrika gerettet. Dort wurde eine weitere Reitschule, die South African Lipizzaners, nach klassischem Vorbild gegründet.
Auf den slowenischen Münzen zu 0,20 € sind zwei Vertreter dieser Rasse dargestellt, begleitet von der Inschrift „LIPICANEC“.